# نيكولاس إيفانز (كاتب)
نيكولاس إيفانز (بالإنجليزية: Nicholas Evans)‏ هو لغوي وكاتب أسترالي، ولد في 1956 في لوس أنجلوس في الولايات المتحدة.